# Mycènes
Pour les articles homonymes, voir Mycène (homonymie).
Mycènes (en grec ancien Μυκῆναι / Mykênai) est une cité antique préhellénique de l'âge du bronze située sur une colline entre les monts Profitis Ilias et Zara, au nord-est de la plaine d'Argos, dans le Péloponnèse, et entourée de fortifications en murs cyclopéens (assemblage de blocs de pierre énormes).
Au cours du IIe millénaire av. J.-C., Mycènes devient un pôle majeur de la Grèce continentale, formant, avec les cités voisines, la civilisation appelée « mycénienne » par les archéologues et les historiens. Son apogée se situe entre les XIVe et XIIIe siècles av. J.-C. (Helladique récent A et B). La puissante cité montre plusieurs signes de destructions, comme le reste des sites de la civilisation mycénienne, entre la fin du XIIIe et le début du XIe siècle av. J.-C. (Helladique récent IIIC). Leurs causes font encore l'objet de discussions : invasions étrangères, tremblements de terre, incendies ou conflits internes. Mycènes devenue dès lors une cité mineure, ses fortifications sont détruites après la mise à sac de la ville par Argos en 468 av. J.-C.
Les ruines de Mycènes, connues depuis l'Antiquité, sont notamment décrites par Pausanias au IIe siècle de notre ère. Les premières fouilles ont lieu en 1841 et le site est minutieusement étudié depuis 1876 et les premières découvertes de l'archéologue allemand Heinrich Schliemann.
Mycènes, comme sa voisine Tirynthe, est inscrite au patrimoine mondial de l'UNESCO depuis 1999. Aujourd'hui, Mycènes est une petite bourgade paisible de Grèce.

## Mythe
Selon la mythologie grecque, Mycènes est fondée par Persée à la suite de l'homicide accidentel d'Acrisios, roi d'Argos. Alors que cette dernière lui revient légitimement, Persée préfère céder cette royauté à Mégapenthès, neveu du défunt, et part fonder une nouvelle ville, qu'il baptise « Mycènes » soit en allusion au pommeau de son épée, soit en allusion au champignon qu'il trouve sur place,. Persée demande aux Cyclopes, des géants dotés d'une force surhumaine et bâtisseurs de Tirynthe, de construire des murailles pour Mycènes. Pour les Grecs de l'époque classique, les larges blocs de pierre utilisés ne pouvaient avoir été assemblés que par ces géants, d'où leur nom de « murs cyclopéens ».
Des traditions concurrentes évoquent une Mycène, fille d'Inachos ou encore un Mycénée, petit-fils de Phoronée.
Mycènes est le royaume du héros homérique Agamemnon, chef des Achéens lors de la guerre de Troie. Homère la décrit comme chère à Héra et « riche en or ». La richesse de la ville est en effet proverbiale dès l'Antiquité.
Le petit-fils d'Agamemnon, Tisamène, est le dernier roi de Mycènes, vaincu par les Doriens, avec l'Héraclide Téménos à leur tête. La cité est incendiée et passe définitivement sous l'influence de sa voisine Argos, dont Téménos est devenu le roi. Entre la fondation par Persée et le retour des Héraclides, on compte six ou sept générations, ce qui correspond, selon l'archéologue George Mylonas, à la durée de l'existence de la Mycènes historique.

## Géographie

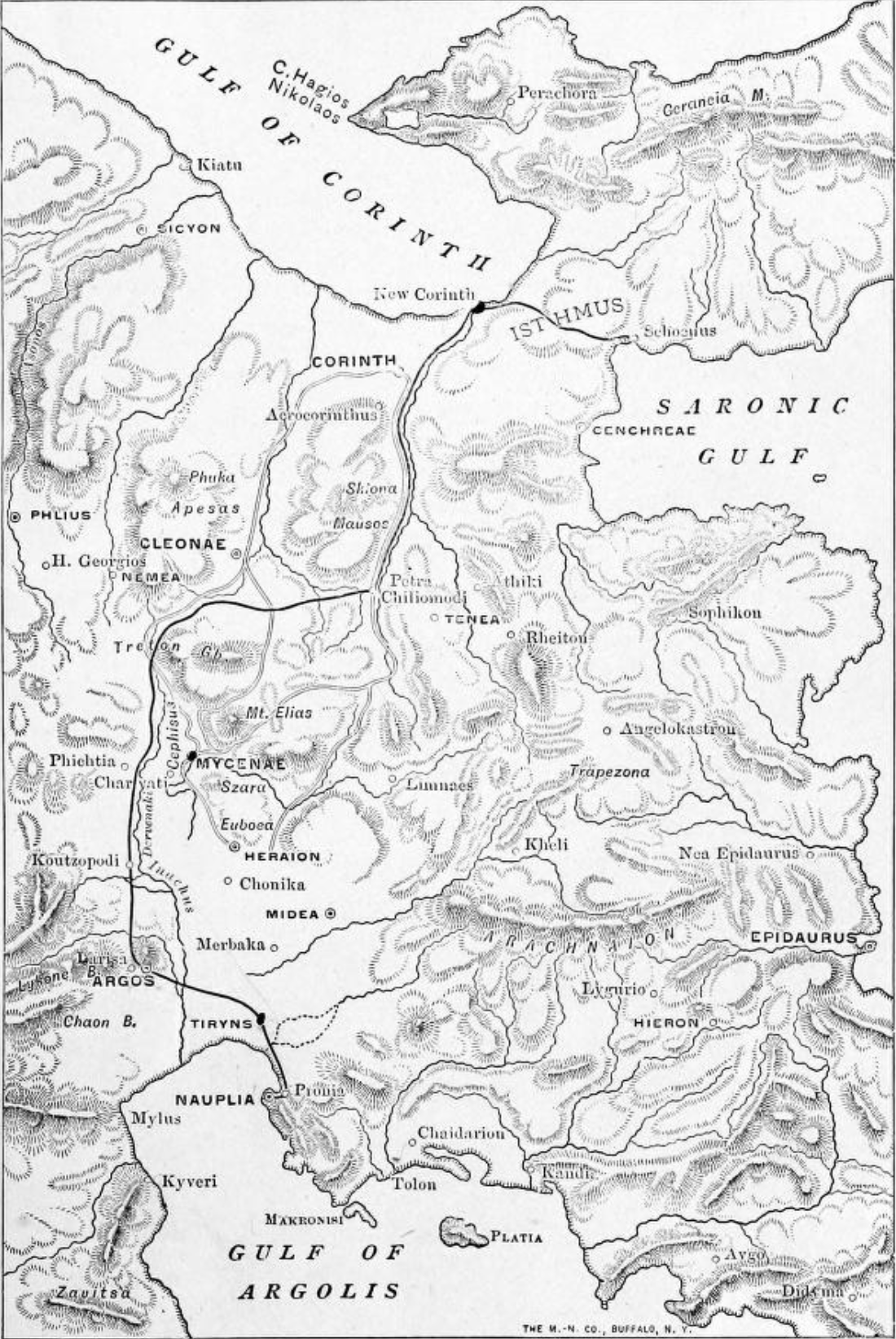
Carte de l'Argolide pendant l'époque mycénienne.

La cité de Mycènes est située dans l'est du Péloponnèse sur une colline dominant l'extrémité nord-est de la fertile plaine d'Argos. Cette position lui permet de contrôler les routes commerciales, notamment le défilé de Dervénakia, la seule route conduisant à l'isthme de Corinthe et au reste de la Grèce continentale. La colline est entourée de deux sommets plus élevés : au nord le mont Profitis Ilias, et le mont Zara au sud, dont elle est séparée par deux ravins escarpés, le Kokoretsa au nord et le Chavos à l'est et au sud.

## Histoire

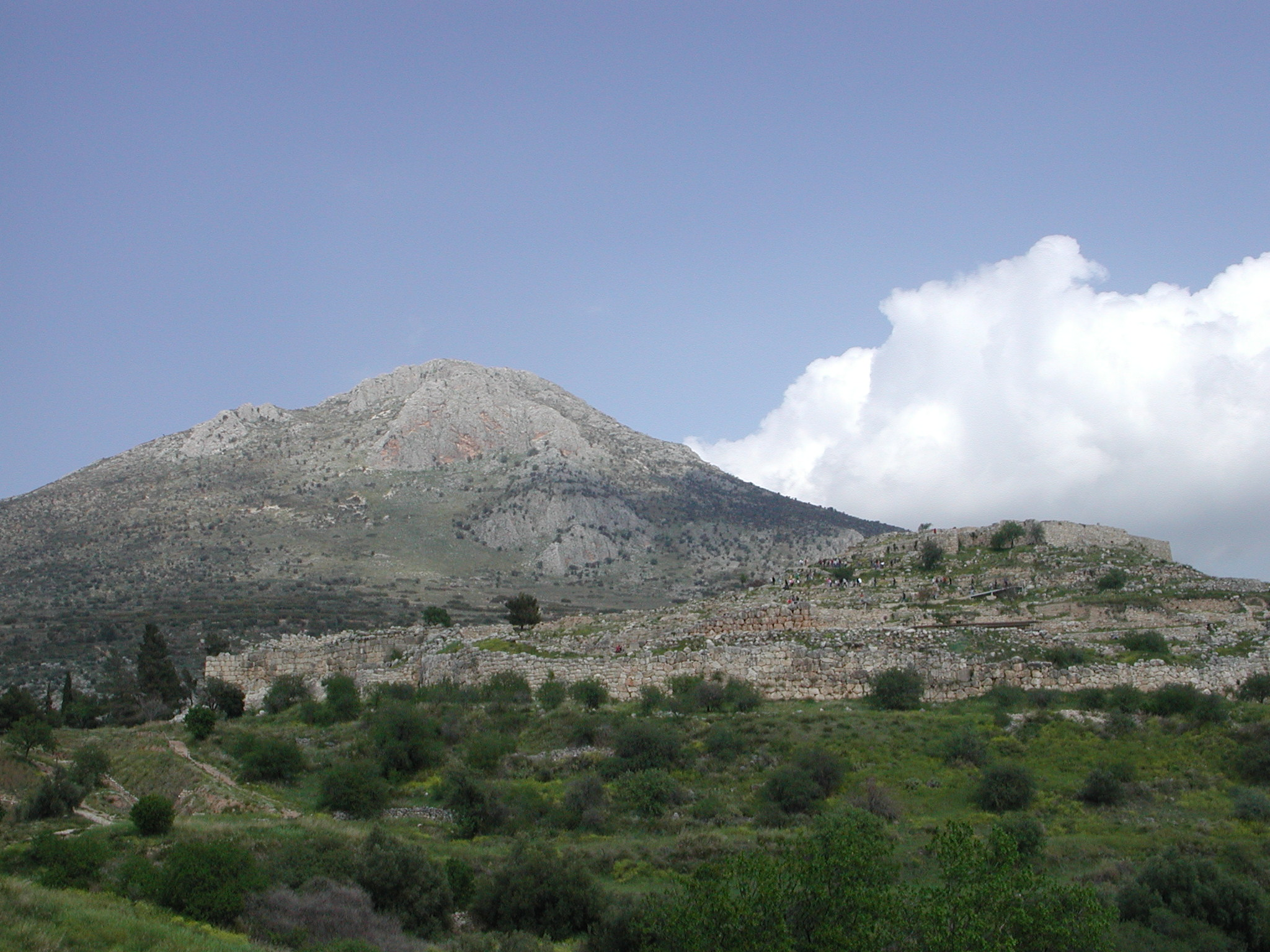
Vue d'ensemble de la cité.

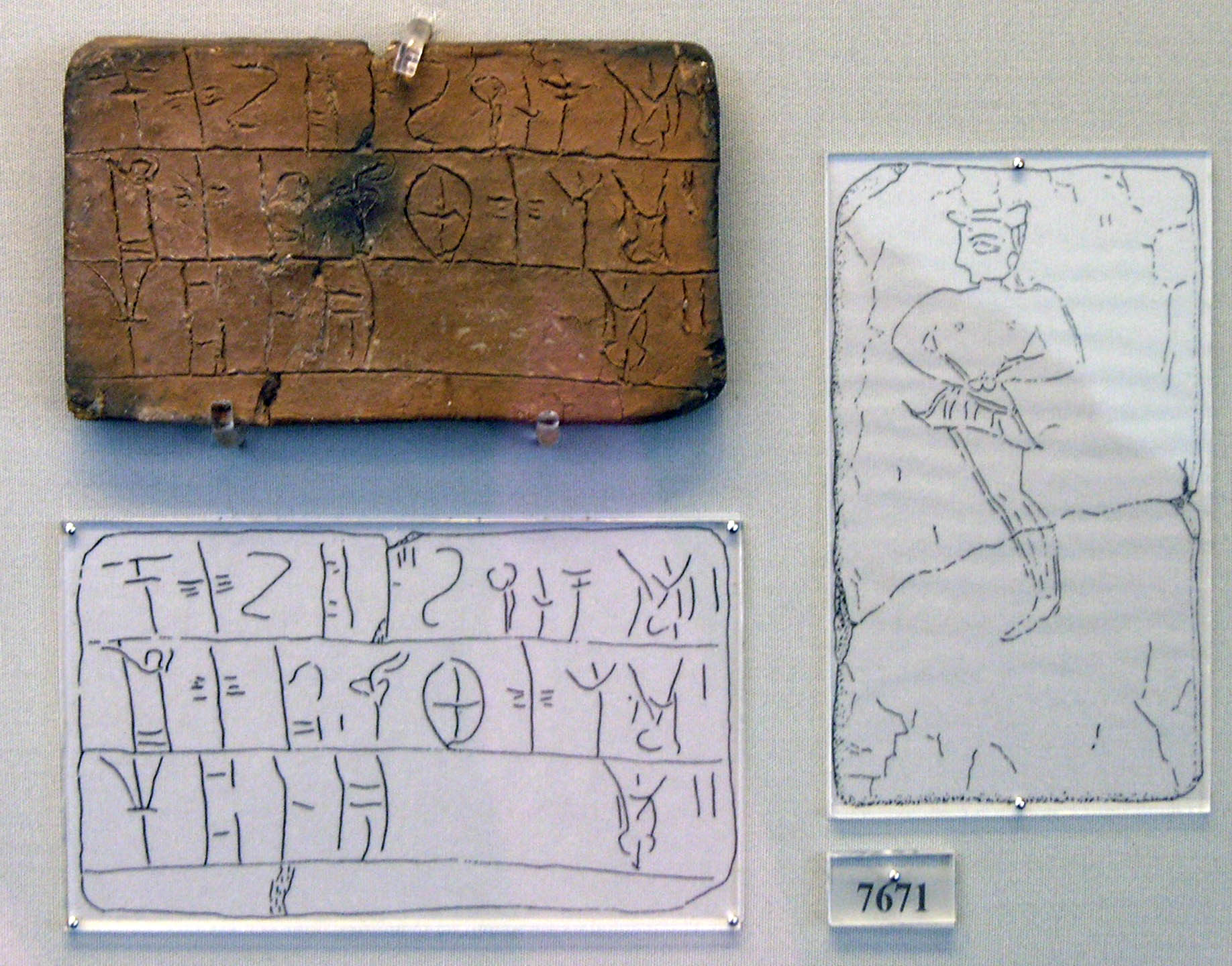
Une tablette en grec mycénien (linéaire B), avec figure masculine gravée au revers.

Il est probable que le nom "Mukanai" ne soit pas grec mais plutôt l'un des nombreux noms de lieux pré-grecs hérités par les locuteurs grecs ultérieurs. Mycènes donne son nom à la civilisation mycénienne, qui se développe à partir de 1550 av. J.-C. en Grèce continentale. Ainsi, on a retrouvé des vases en céramique et en métal précieux, des perles d'ambre et un masque funéraire en électrum dans le cercle B des tombes à fosse situées près de l'acropole, daté de 1650-1600 av. J.-C. Il témoigne de la transition entre les premières tombes, au matériel relativement modeste, et le cercle A (1600-1500 av. J.-C.), qui a livré une impressionnante quantité d'or et d'objets précieux.
L'habitat de l'époque n'ayant pas été préservé, l'origine d'une telle affluence de richesses ne peut faire l'objet que de conjectures. Sir Arthur John Evans, découvreur de Cnossos, évoque l'installation d'une dynastie crétoise à Mycènes ; on a suggéré, à l'inverse, un pillage mycénien en Crète ou le retour de mercenaires partis combattre les pharaons Hyksôs en Égypte. Il semble que la richesse des Mycéniens de l'époque soit endogène, et non due à l'extérieur, et qu'elle se soit constituée progressivement, et non à la suite d'un événement particulier.
Le matériel et l'iconographie des tombes montrent que Mycènes est alors dominée par une aristocratie guerrière, dont les représentants affichent une taille et une force physique supérieures à la moyenne, sans doute grâce à une meilleure alimentation. Elle se distingue par son goût pour les objets de luxe et par l'importance accordée aux monuments funéraires : la tombe à tholos dite « d'Égisthe » a nécessité l'équivalent du travail de 20 hommes pendant 240 jours, puis une phase de maçonnerie d'une année entière.
La cité est gouvernée par un monarque appelé « wa-na-ka » dans la langue mycénienne des tablettes en linéaire B, correspondant au mot (ϝ)άναξ / (w)ánax (« roi ») de la langue homérique.
La disparition de cette civilisation n'est pas expliquée précisément. Les causes sont à la fois externes (tremblements de terre à l'origine du déplacement de sources d'eau, raids de nouvelles populations) et internes (administration trop centralisée et trop rigide, incapable de surmonter de nouvelles crises). L'hypothèse de la cause interne est renforcée par le fait que, dans les tablettes mycéniennes, le nom du magistrat chargé de l'administration des villages est une forme ancienne dont aurait pu dériver les titres de basileus (roi dans la Grèce antique) et d'archonte (roi-prêtre dans la Grèce archaïque). Ce qui signifierait que l'administration mycénienne se désintégra au point que les citoyens ne reconnurent plus que les magistrats locaux comme autorité suprême, qui, après la chute des palais vers -1200, devinrent les nouveaux rois. Selon la théorie de Jared Diamond, l'exploitation sans vergogne des ressources naturelles aurait pu être à l’origine de la chute de la Grèce mycénienne.
Ces ruines considérables furent visitées par Pausanias, au IIe siècle, qui commente les tombeaux, les remparts massifs et la porte des Lionnes, encore visibles aujourd'hui. Toute connaissance sur ceux qui avaient construit cette remarquable cité avait disparu bien avant l'époque classique, et les Mycéniens ne furent connus des Grecs que de la manière la plus vague, à travers mythes et légendes.

### Mycènes à l'époque historique

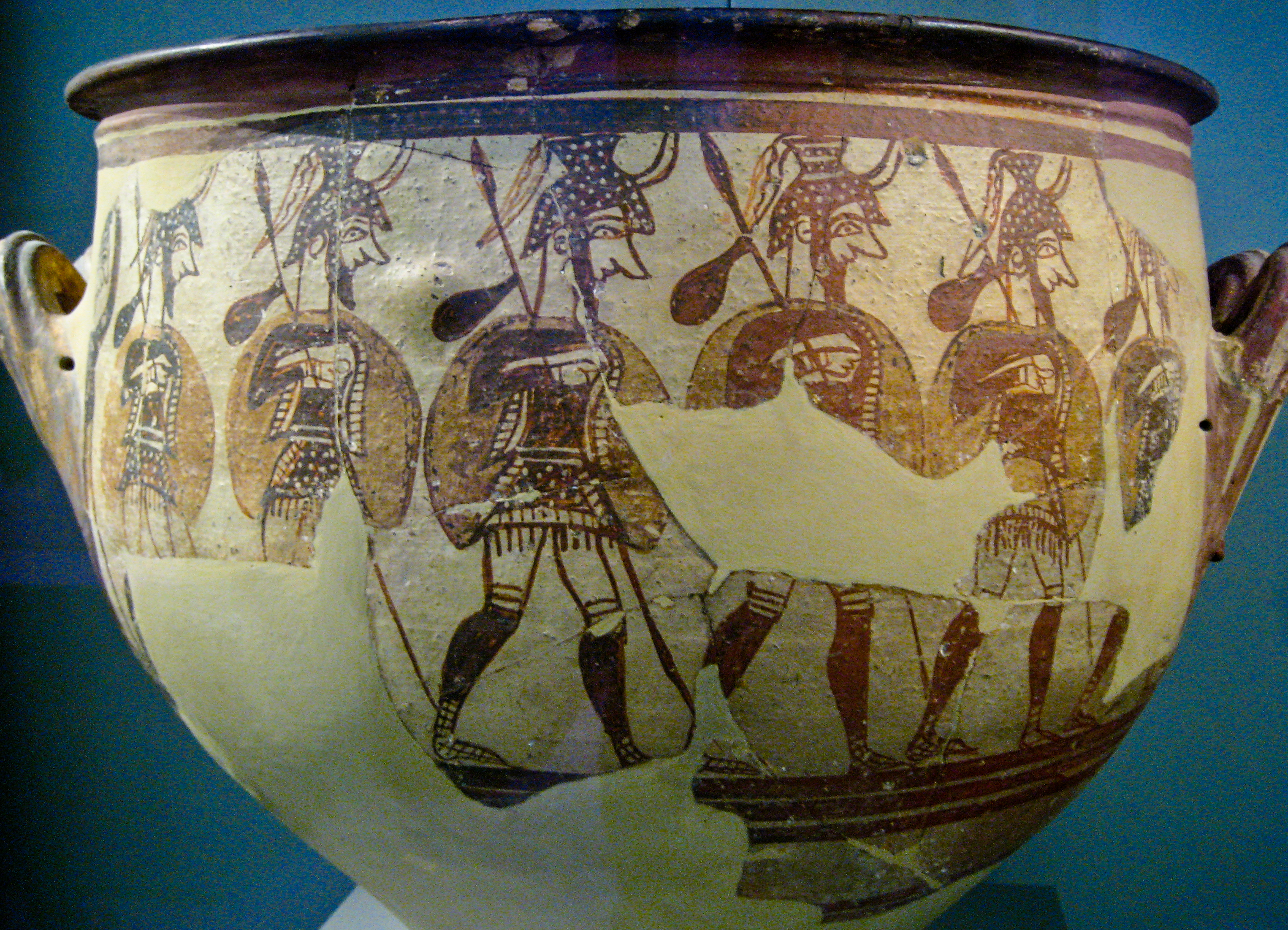
Le Vase aux Guerriers, vers 1150 av. J.-C., trouvé sur l'acropole de Mycènes.

Après la chute des palais mycéniens vers 1200 avant notre ère, la cité de Mycènes perdura encore. Elle demeure une cité relativement importante au XIIe siècle av. J.-C., époque où le site de l'ancien palais est toujours occupé. Ce dernier subit de nouvelles destructions au début du siècle suivant (vers 1070 av. J.-C.), où la puissance de Mycènes est supplantée par celle d'Argos, qui demeurera une cité importante dans le monde grec durant tous les âges obscurs et une grande partie de l'époque archaïque. La royauté a perduré dans la cité jusqu'au Ier millénaire av. J.-C., mais finit probablement par être abolie à la fin du VIIIe siècle av. J.-C. ou au début du VIIe siècle av. J.-C. et remplacée par un régime oligarchique, comme ça a été le cas dans presque toutes les cités grecques dès l'époque archaïque.
Un temple d'Héra fut bâti sur l'acropole à une date inconnue.
À l'époque classique, Mycènes participe à la bataille de Platées, dans le cadre des guerres médiques contre les Perses, en 479 avant notre ère.
En 468 av. J.-C., Mycènes est prise par Argos. La cité est mise à feu et à sang et ses habitants sont déportés. Quand Pausanias écrit sur elle au IIe siècle, la cité est déjà en ruines.

## Fouilles archéologiques

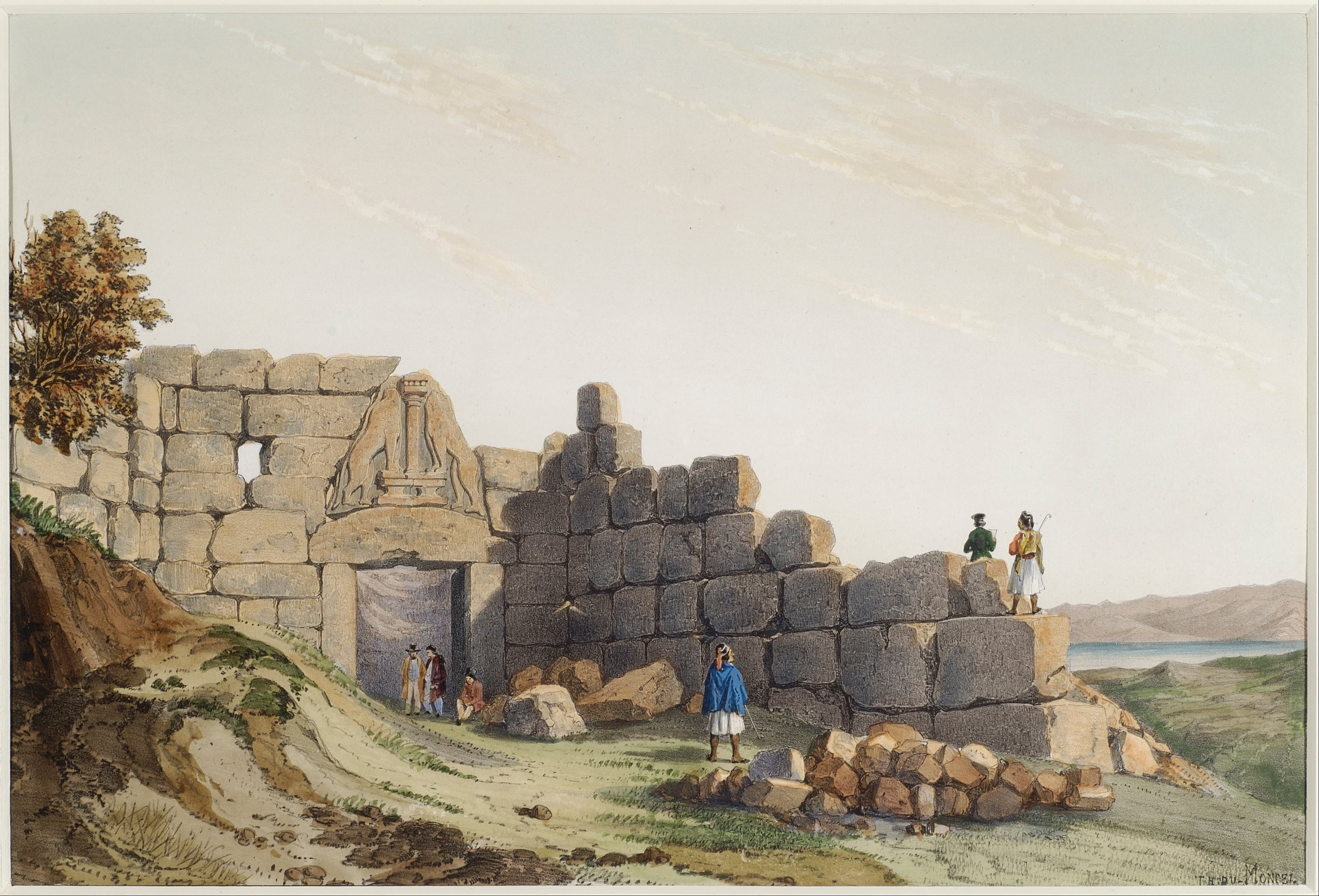
La porte des Lions à Mycènes, par Théodose du Moncel, 1845.

Après le déclin de la civilisation mycénienne dès le XIIe siècle avant notre ère, la cité de Mycènes devient un site mineur à l'époque classique, avant d'être détruite par Argos en 468 av. J.-C. Six siècles plus tard, le géographe Pausanias se rend sur le site et décrit « quelques restes de son enceinte, et entre autres une porte sur laquelle il y a deux lions que l'on croit avoir été faits par les Cyclopes ».
En 1700, les vestiges de la cité sont décrits par l'ingénieur italien Francesco Grimani au service du royaume de Morée, identifiant la porte des Lionnes grâce à la description de Pausanias. À partir du XVIIIe siècle, les voyageurs deviennent nombreux à visiter le site et les premières « fouilles » commencent au début du XIXe siècle, notamment sous l'impulsion de Lord Elgin et Lord Sligo, qui pillent les ruines de plusieurs centaines d'objets.
Avec l'indépendance de la Grèce, le site est placé en 1837 sous la protection de la Société archéologique grecque. Elle envoie à Mycènes Kyriákos Pittákis qui dégage en 1840 la porte des Lionnes et la cour qui la précède,.

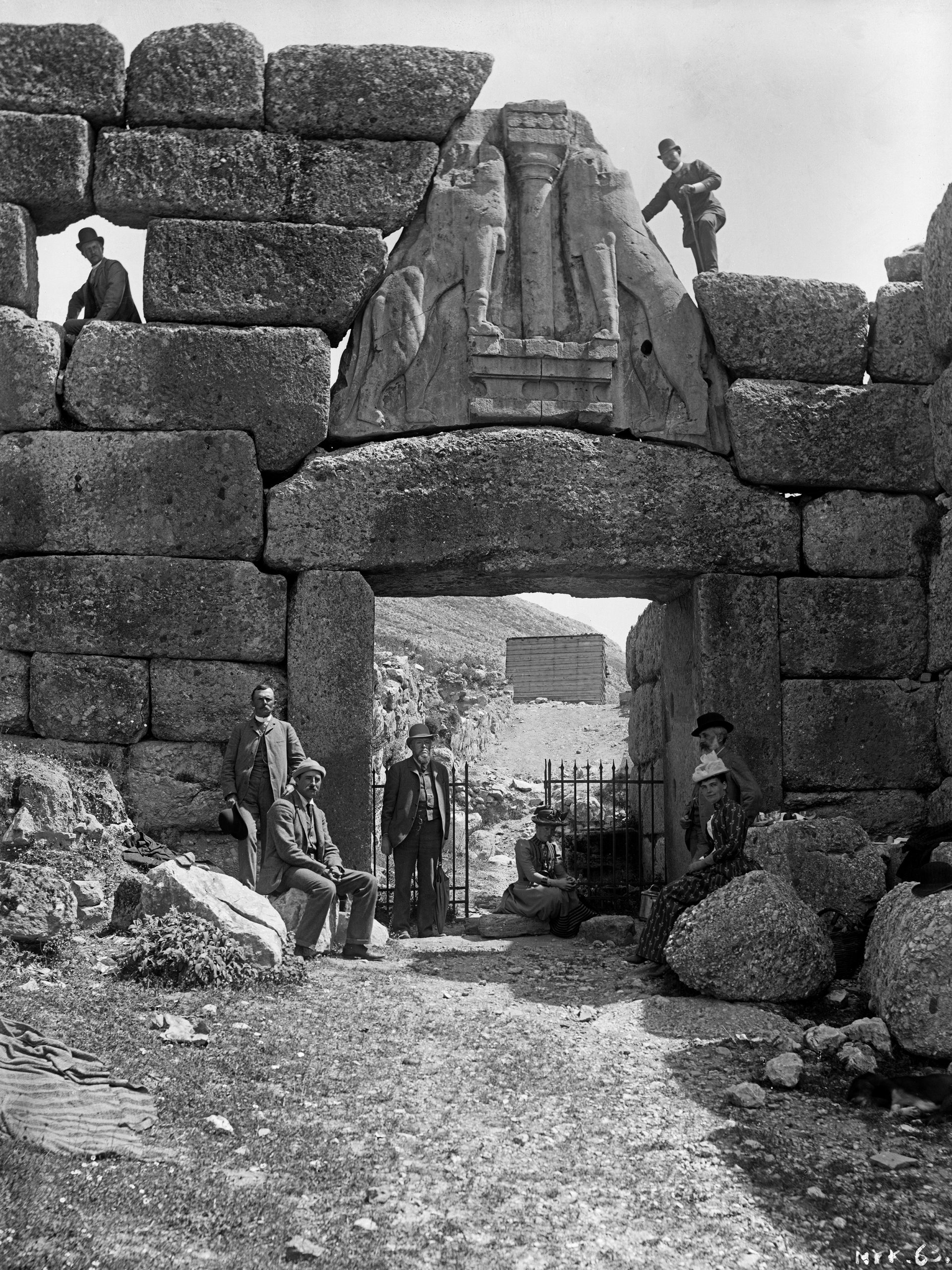
Wilhelm Dörpfeld (à gauche) à la porte des Lionnes, 1891.

En 1874, l'archéologue allemand Heinrich Schliemann commence à fouiller le site, se concentrant sur les tombes à proximité de la porte des Lionnes. Chrístos Tsoúntas organise les premières fouilles systématiques du site, qu'il dirige de 1886 à 1902, ne négligeant pas la porte. Le chantier passe ensuite sous l'égide de l'École anglaise d'Athènes, auréolée de ses trouvailles en Crète, sous la direction d'Alan Wace de 1920 à 1923, puis en 1938, puis enfin de 1950 à 1955.
La Société archéologique grecque reprend ses propres fouilles en 1950, sous la direction de Ioannis Papadimitriou puis de Georges Mylonas, qui fouillent systématiquement la citadelle et la porte des Lionnes, permettant d'établir une datation précise et fiable des différentes phases d'occupation et d'extension. Ces découvertes ont révélé que Mycènes était habitée dès le troisième millénaire par une population préhellénique proche de celle de la Crète minoenne contemporaine. Une vaste ville s'étendait au pied de la citadelle, mais elle n'a été que très peu explorée. De 1985 à 2013, les fouilles sont dirigées par Spyros Iakovidis, dans la poursuite des travaux de Mylonas.

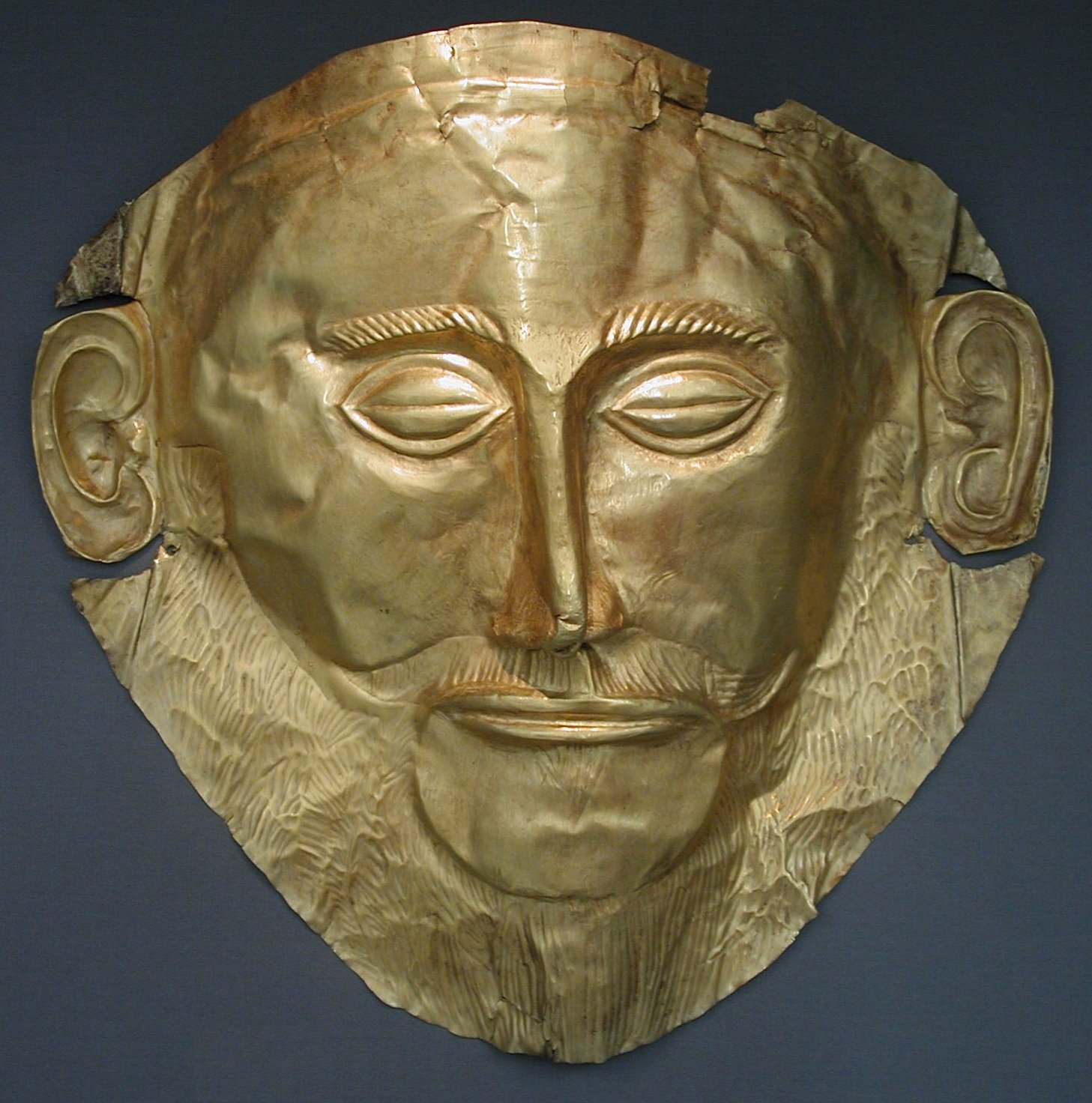
Masque d'or dit « d'Agamemnon », (XVIe siècle av. J.-C., cercle A des tombes).
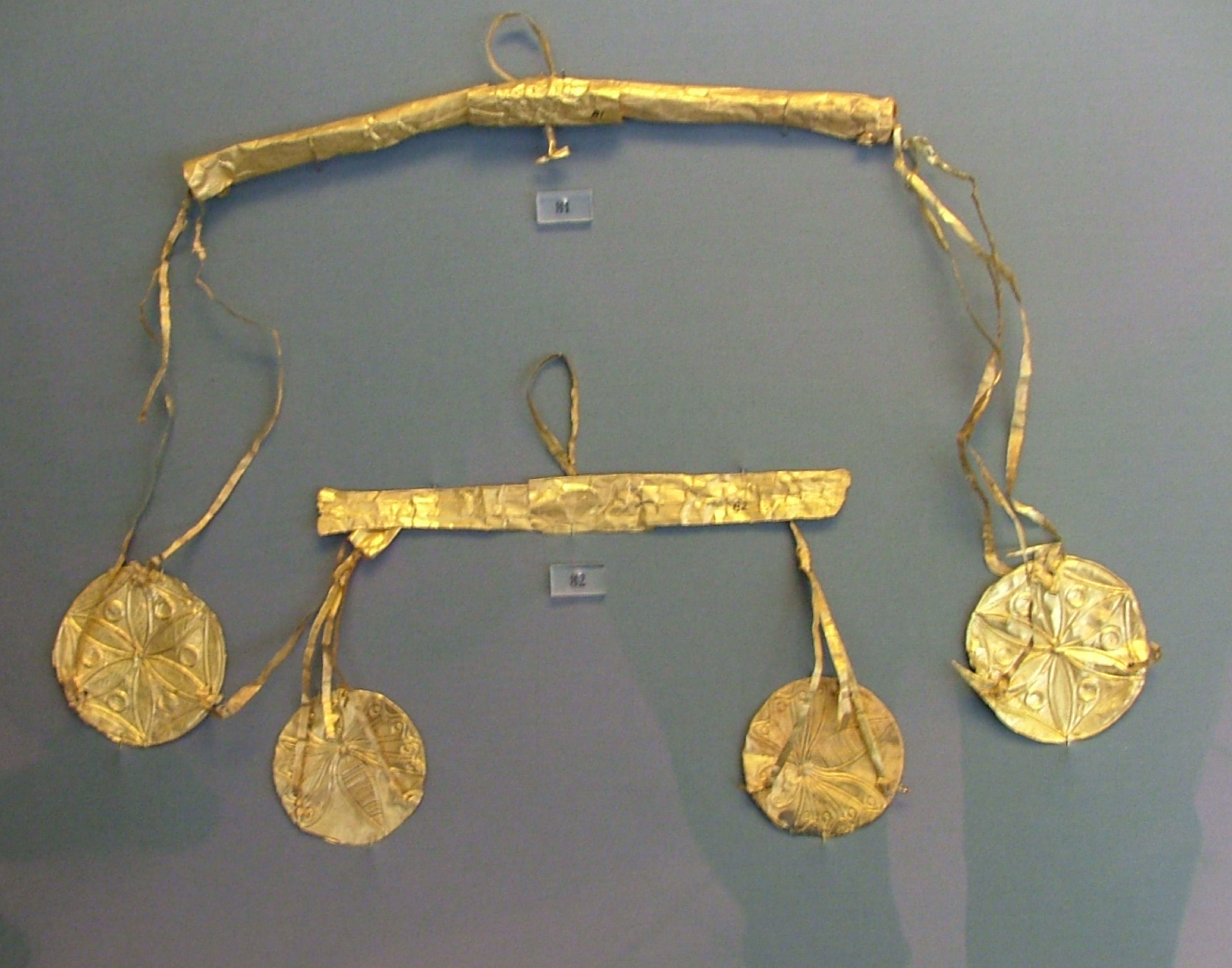
Balances d'or, XVIe siècle av. J.-C., pour la pesée des âmes, figurées par des rosaces ou des papillons.
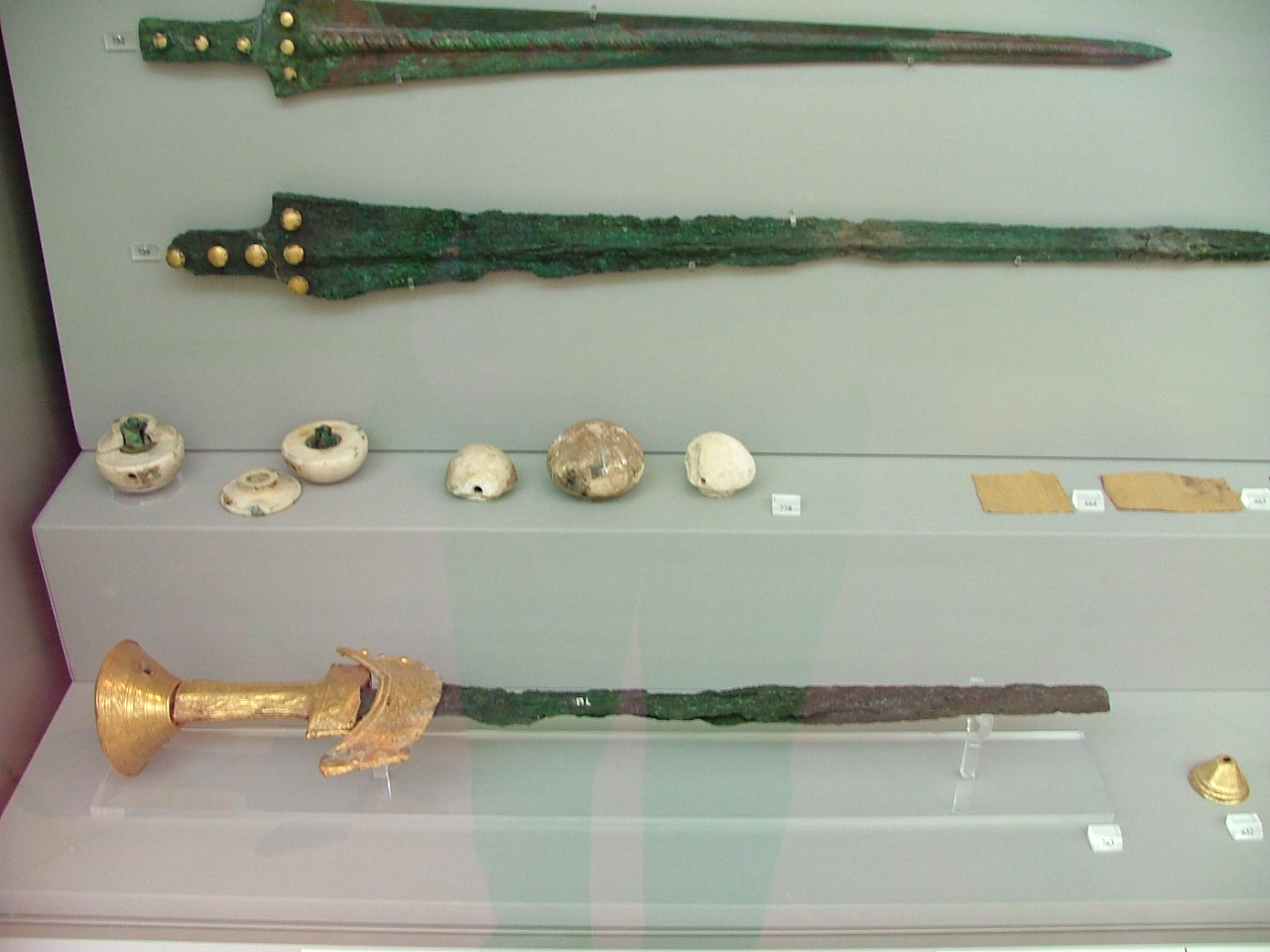
Glaives de bronze incrustés d'or.

### La citadelle
Les vestiges de la citadelle de Mycènes ont été entièrement fouillés, et on peut voir aujourd'hui le palais mycénien entouré de son enceinte cyclopéenne et d'un grand nombre de tombes à fosse ou à coupole.

#### La porte des Lionnes et l'enceinte cyclopéenne

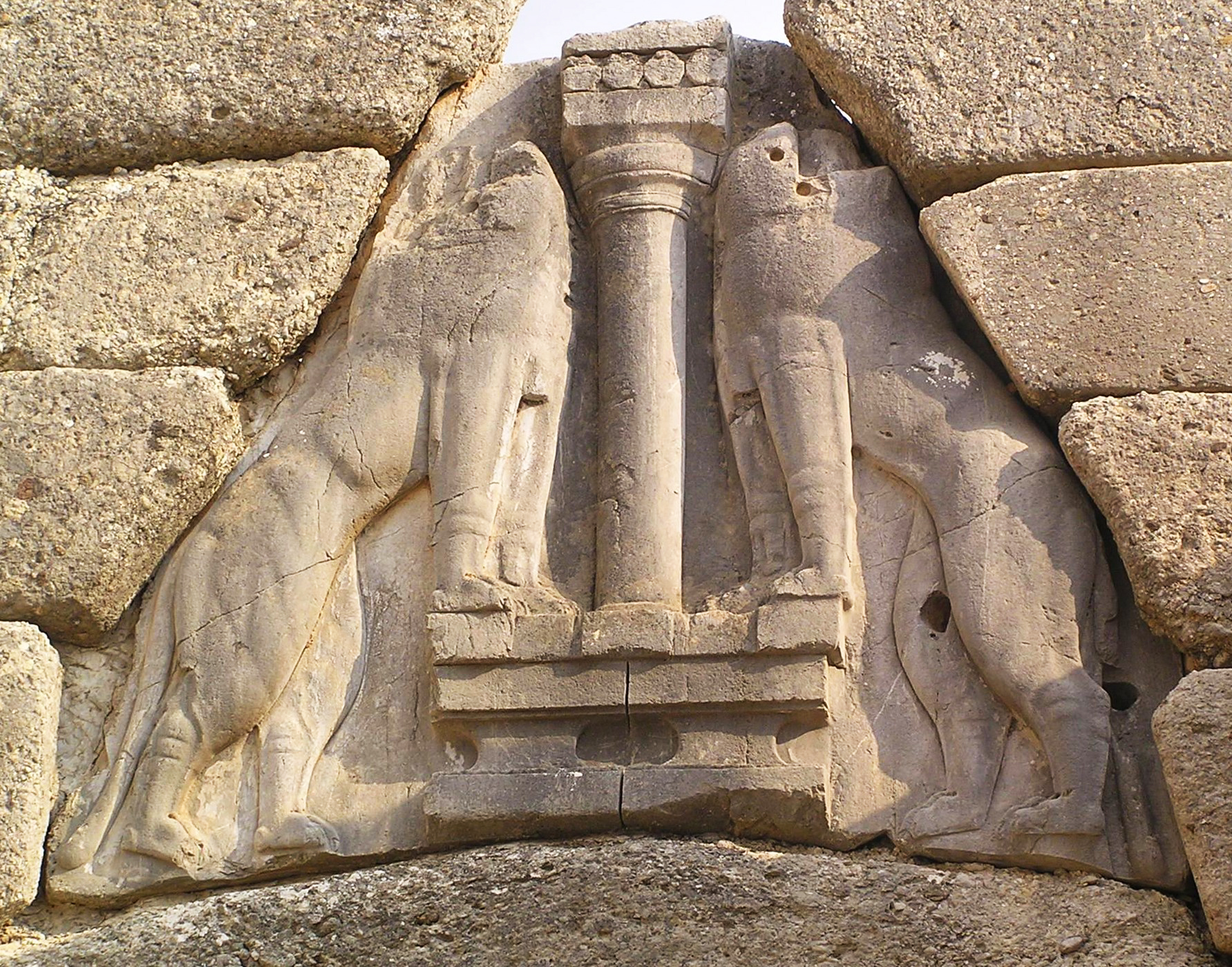
Bas-relief de la porte des Lionnes.

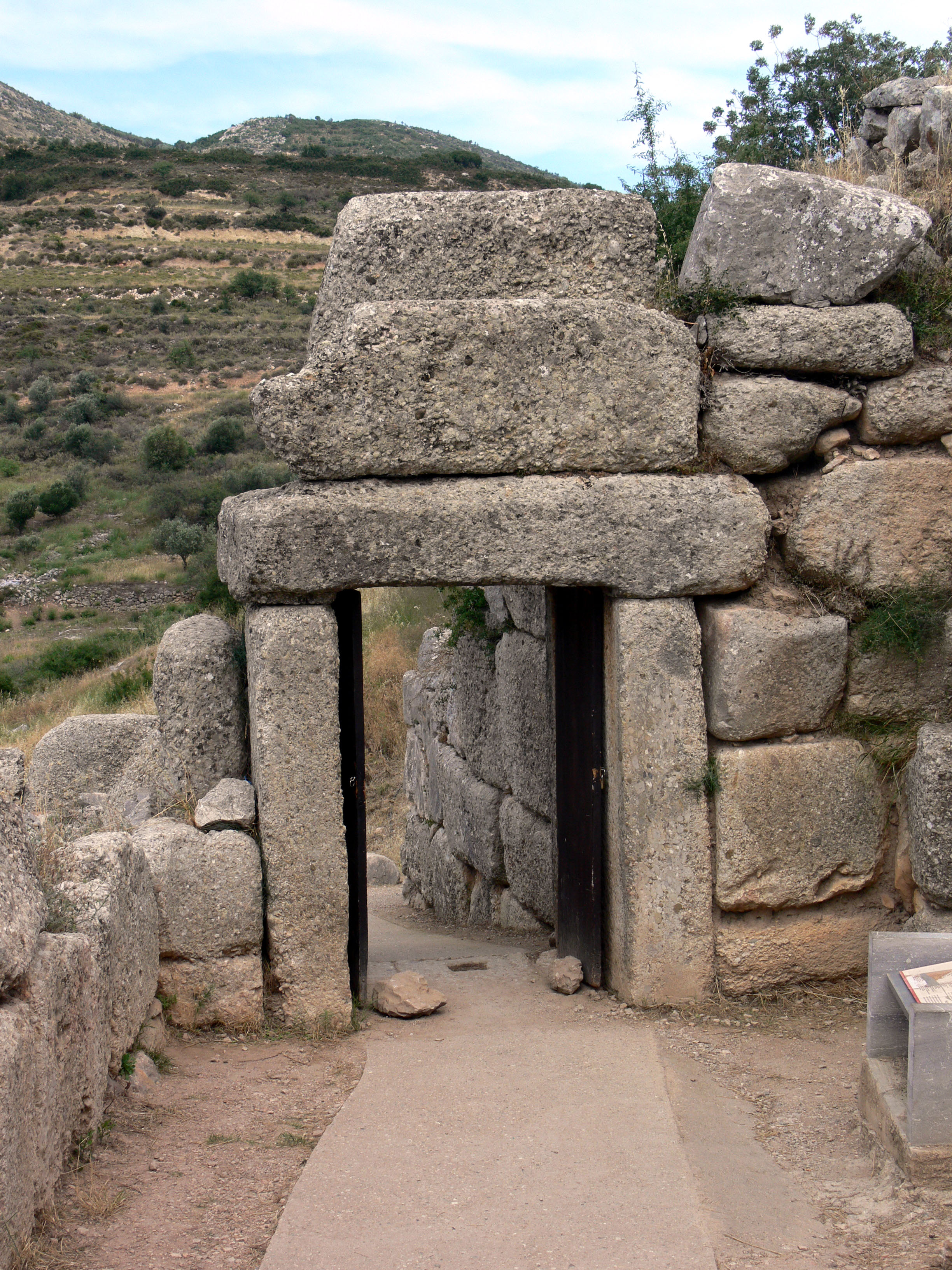
Poterne nord.

L'enceinte cyclopéenne est percée de deux accès, tout comme à Tirynthe. La porte des Lionnes constitue l'entrée principale : elle est formée d'un trilithe au linteau surmonté d'un triangle de décharge à encorbellement obturé par une plaque sculptée représentant deux lionnes dressées de part et d'autre d'une colonne à chapiteau. Il s'agit de l'unique sculpture monumentale conservée de la civilisation mycénienne. L'ensemble est datable de -1250. Une seconde porte ou « poterne » s'ouvre au nord de l'enceinte, elle aussi constituée d'un trilithe, mais plus petite et sans décor sculpté.
Le mur a été construit en trois phases : la première date d'environ -1350. Puis au milieu du XIIIe siècle av. J.-C., la défense est étendue vers le sud et l'ouest. Vers -1200 se situe le renforcement et l'extension de la citerne et des entrepôts.

#### Le palais royal
Le palais royal, accessible par un chemin très raide, est situé au point le plus élevé de la citadelle. Il en reste peu de vestiges, car il a été détruit dans un incendie et presque entièrement modifié. Le palais royal s'élève en terrasse au cœur de l'enceinte, selon un plan tripartite composé de trois pièces successives, deux vestibules, et d'un mégaron, qui caractérise les palais mycéniens. Cette grande salle presque carrée d'environ 120 mètres carrés (plus vaste que celle de Pylos) est éclairée par un lanterneau soutenu par quatre colonnes. Elle possède un toit à double pente qui abrite un foyer central fixe et circulaire ainsi qu'un trône. Le palais royal domine d'autres édifices de dimension un peu plus modeste : grandes maisons dont la longueur pouvait atteindre 35 mètres que l'on retrouve des deux côtés du rempart, ainsi que des unités ordinaires d'habitation à l'architecture inchangée au cours des siècles.

#### Les cercles de tombes

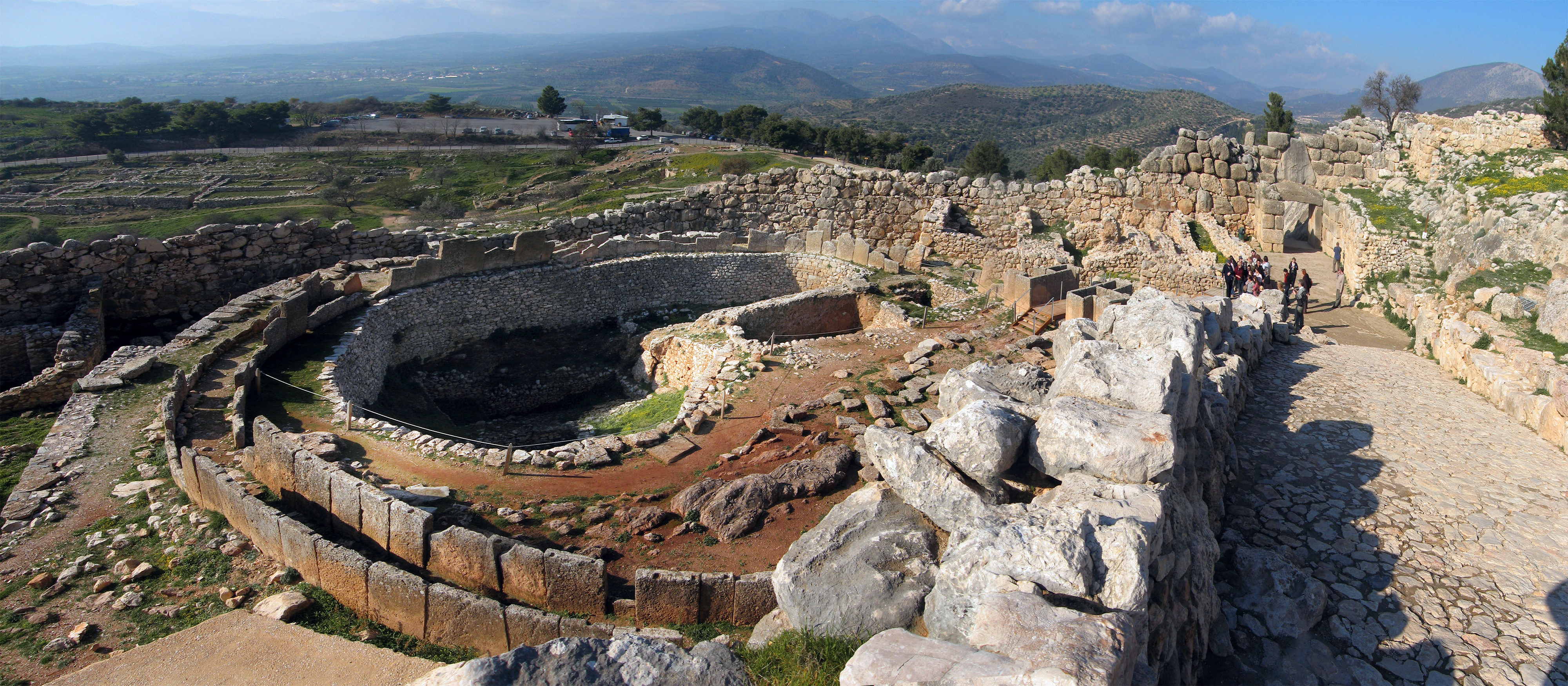
Cercle A des tombes.

De nombreuses sépultures royales ont été découvertes à l'intérieur de deux cercles situés dans l'acropole. Les deux grands cercles A et B, situés à l'ouest de la cité, renferment de nombreuses tombes à fosse surmontées d'une dalle ou d'une stèle sculptée en bas-relief ou en méplat et qui recèlent un matériel funéraire extrêmement riche composé de figurines de terre cuite, céramique, masques, vases et bijoux en or. Les masques mycéniens, dont le fameux masque d'Agamemnon, étaient destinés à conserver dans un moulage en feuille d'or, les traits et le souvenir des grands morts héroïsés. Cinq de ces tombes ont livré 17 os de membres inférieurs, essentiellement masculins.
Le cercle A, découvert par Schliemann, s'étend à l'intérieur de l'enceinte. Le cercle B, plus ancien, n'a été dégagé qu'après 1950 : on y a trouvé des tombes encore plus anciennes que celles du cercle A, remontant, pour certaines d'entre elles, au XVIIe ou XVIe siècle av. J.-C., c'est-à-dire au tout début de la civilisation mycénienne.
- La tombe V du cercle A :

La tombe la plus célèbre est la tombe V du cercle A. L'un des hommes avait le visage recouvert du « masque d'Agamemnon ». C'est une feuille d'or travaillée au repoussé et par incision. Les yeux sont fermés et traités en grain de café, les oreilles sont stylisées et traitées en double-volutes, tandis que la moustache et la barbe, encadrant une bouche rectiligne, sont incisées avec précision. Un pectoral, en forme de trapèze marqué par deux cercles pointés figurant les aréoles mammaires, recouvrait la poitrine. Un motif de spirales enchaînées emprunté à l'art cyclado-minoen marque le pectoral. Le matériau, pérenne, a la volonté de protéger en même temps la dépouille du défunt. L'art cyclado-minoen se retrouve également sur un vase de la tombe. À la période où la civilisation mycénienne émerge en tant que puissance locale, les mœurs de ses populations sont assez rustiques et influencées tant par l'Orient que par Cnossos.

### Les tombes à coupole
On a découvert à l'extérieur de l'enceinte neuf grandes tombes monumentales à coupole, dites « tombes à tholos » en forme de ruche, construites selon la technique de l'encorbellement. Il leur a été donné des noms de fantaisie évoquant les héros homériques : trésors d'Atrée, d'Agamemnon, de Clytemnestre, d'Égisthe, etc.
Ces tombes, précédées d'un long corridor à ciel ouvert (dromos), étaient accessibles par une porte monumentale.
Celle de la tombe dite « Trésor d'Atrée », accessible par un corridor (dromos) de 36 m de long et de 6 m de large, est surmontée d'un énorme linteau, mesurant 9,50 × 1,20 m et pesant 120 t, constitué de deux blocs. Il était déchargé par un triangle en encorbellement, obturé par une plaque décorée, analogue au dispositif encore en place sur la porte des Lionnes. La coupole de la chambre funéraire s'élève à 14 m.

Tombes mycéniennes
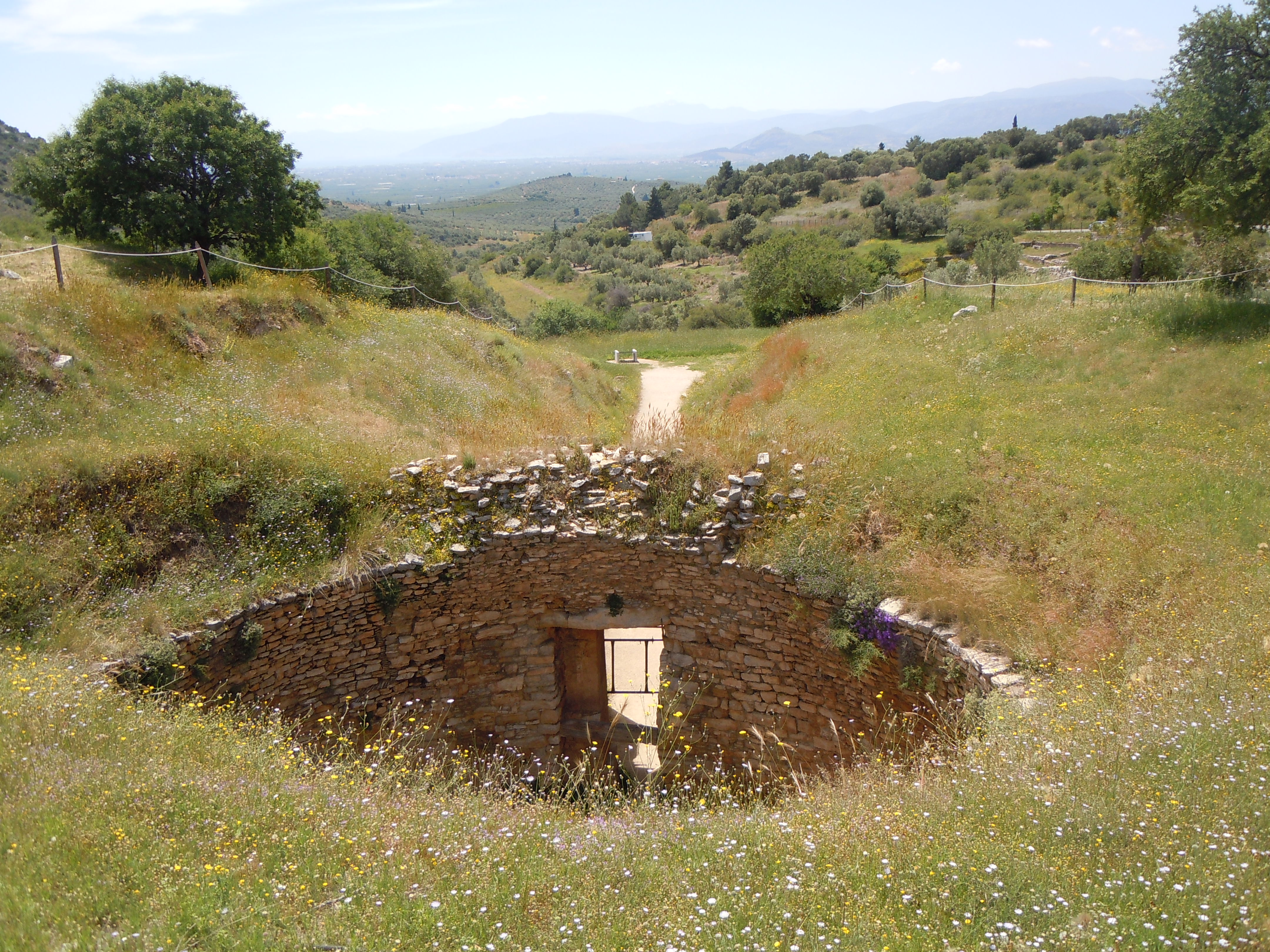
Tombe d'Égisthe à la coupole effondrée.
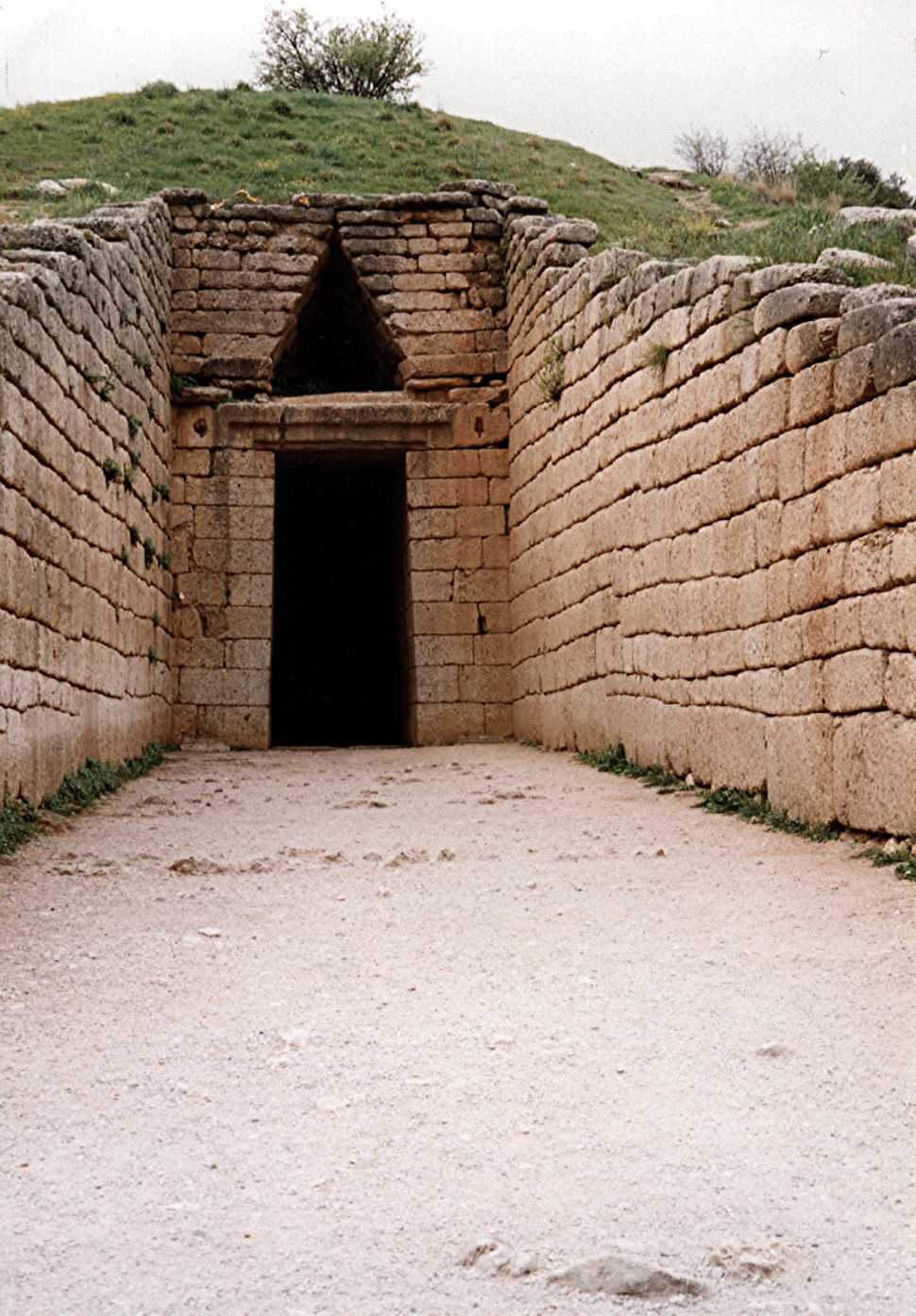
« Trésor d'Atrée » : tombe à coupole.
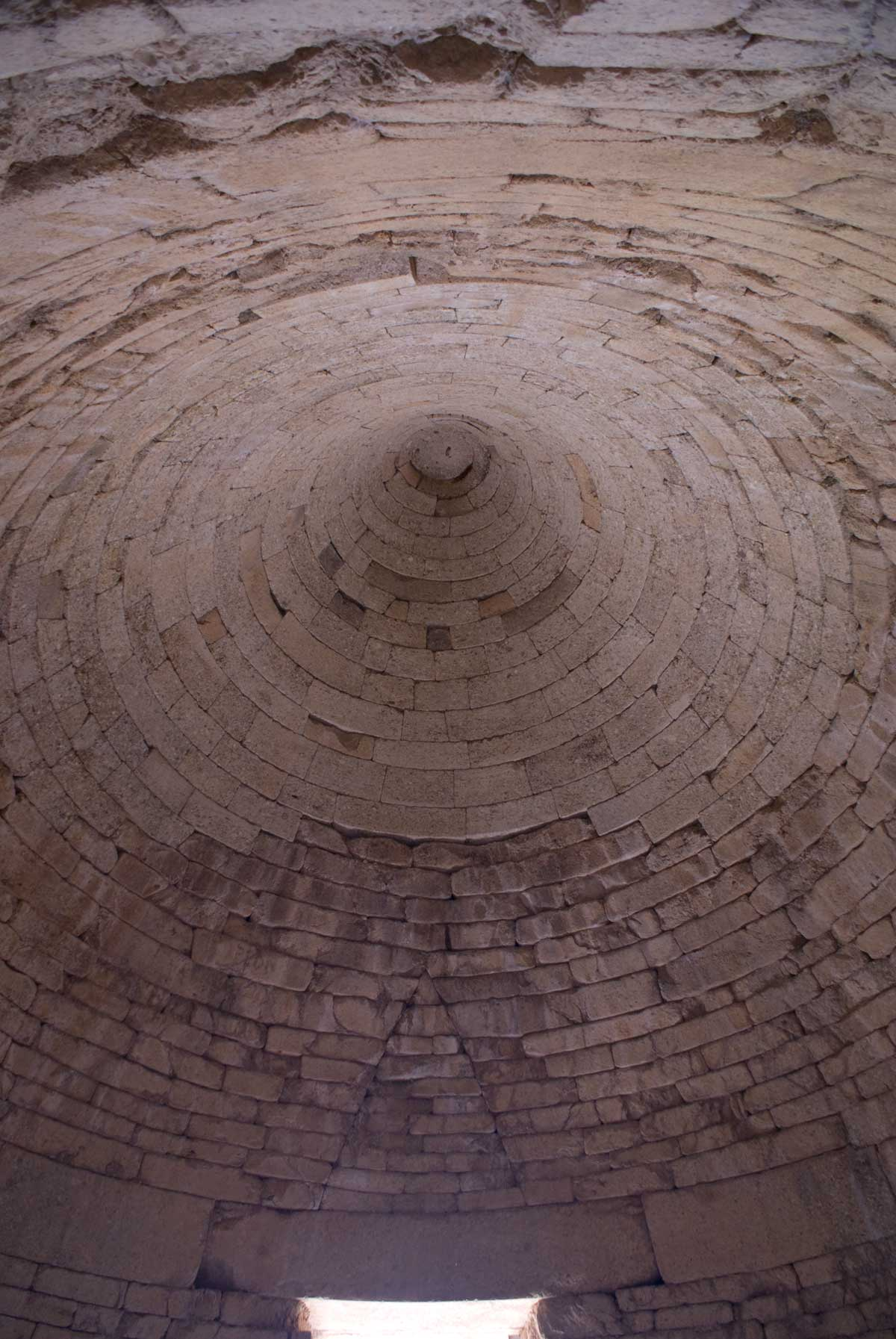
Coupole en rucher de la Tombe de Clytemnestre.
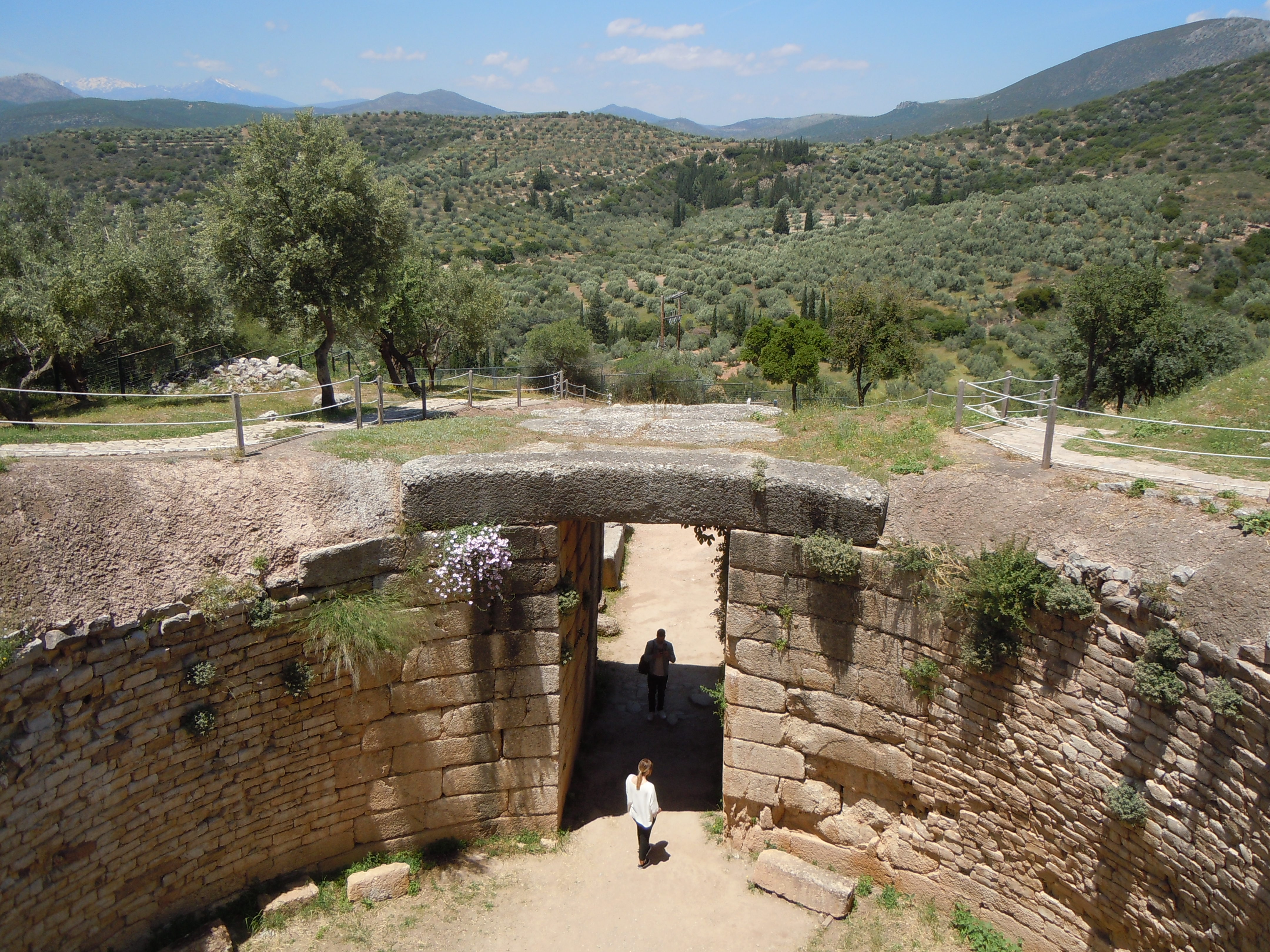
Tombe du Lion.

## Musée archéologique

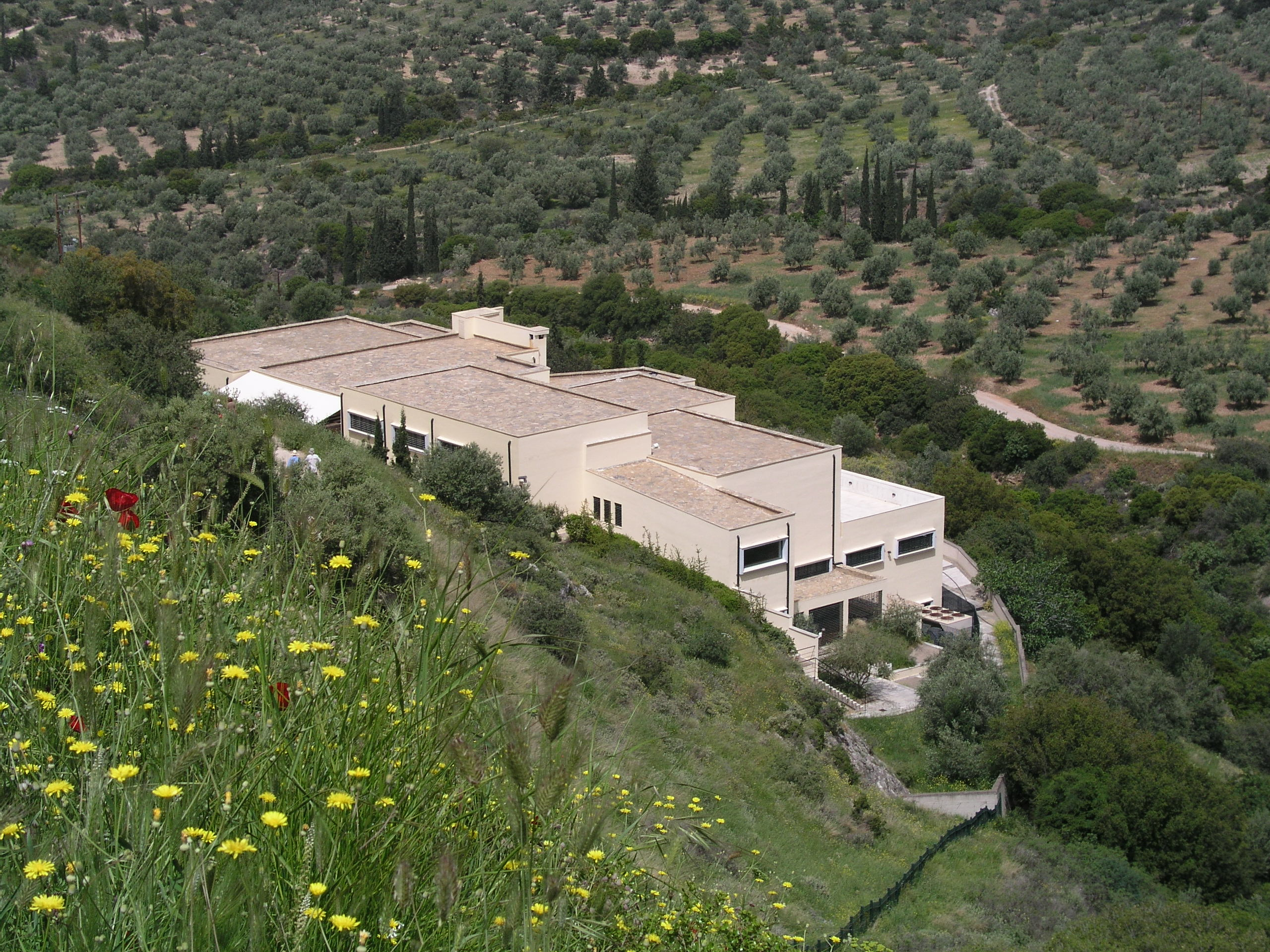
Musée archéologique de Mycènes.

Un musée archéologique, situé au pied du site de Mycènes, a ouvert ses portes en 2007.
Les collections du musée comprennent des objets découverts dans les tombes, de l'âge du bronze jusqu'à la période hellénistique : céramique, bijoux, armes, ainsi que des peintures du palais mycénien, et des tablettes en écriture linéaire B. Le musée présente également l'histoire des fouilles archéologiques dans la région.

Collections du musée de Mycènes
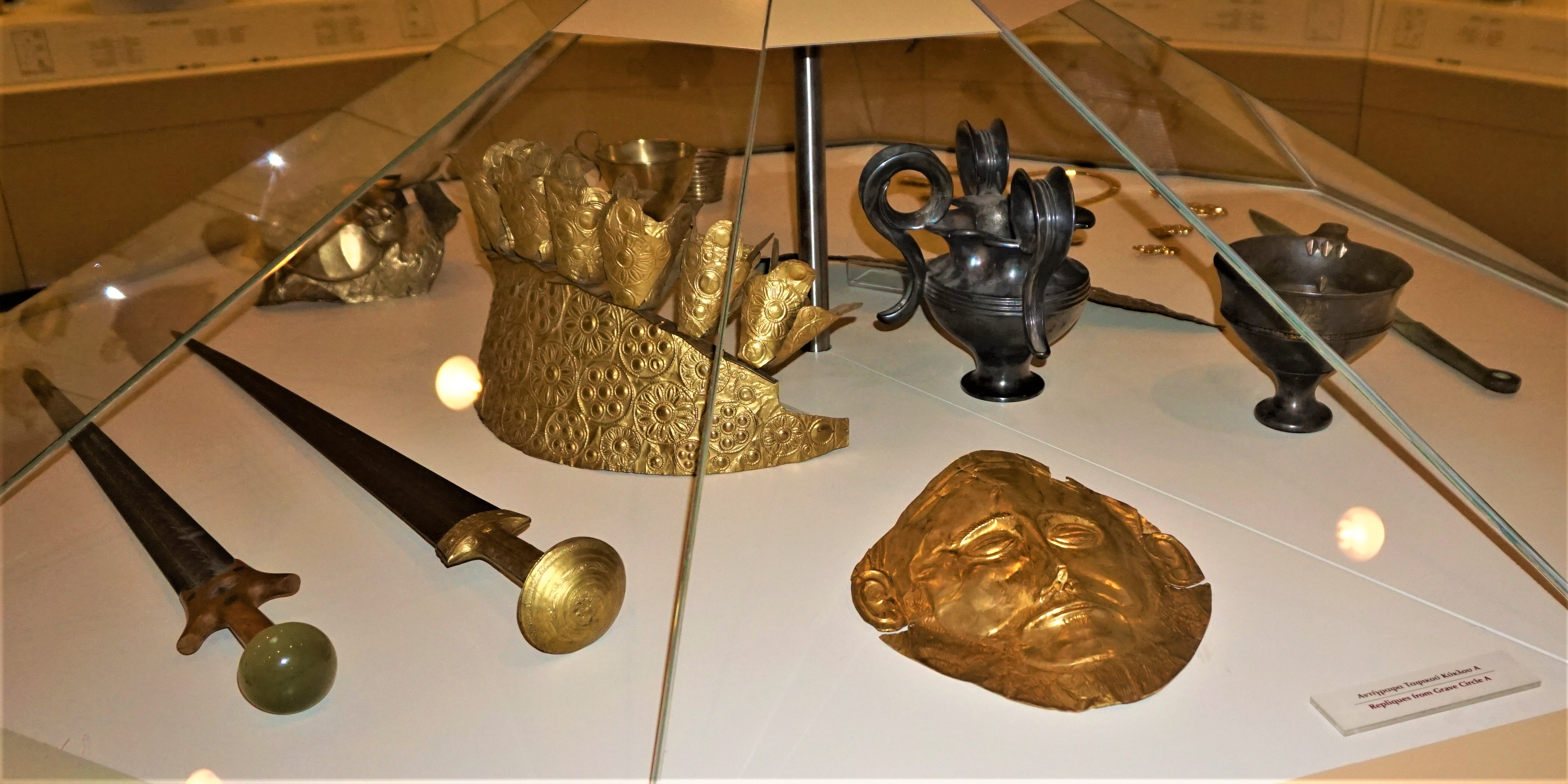
Copies d'objets des tombes du cercle A
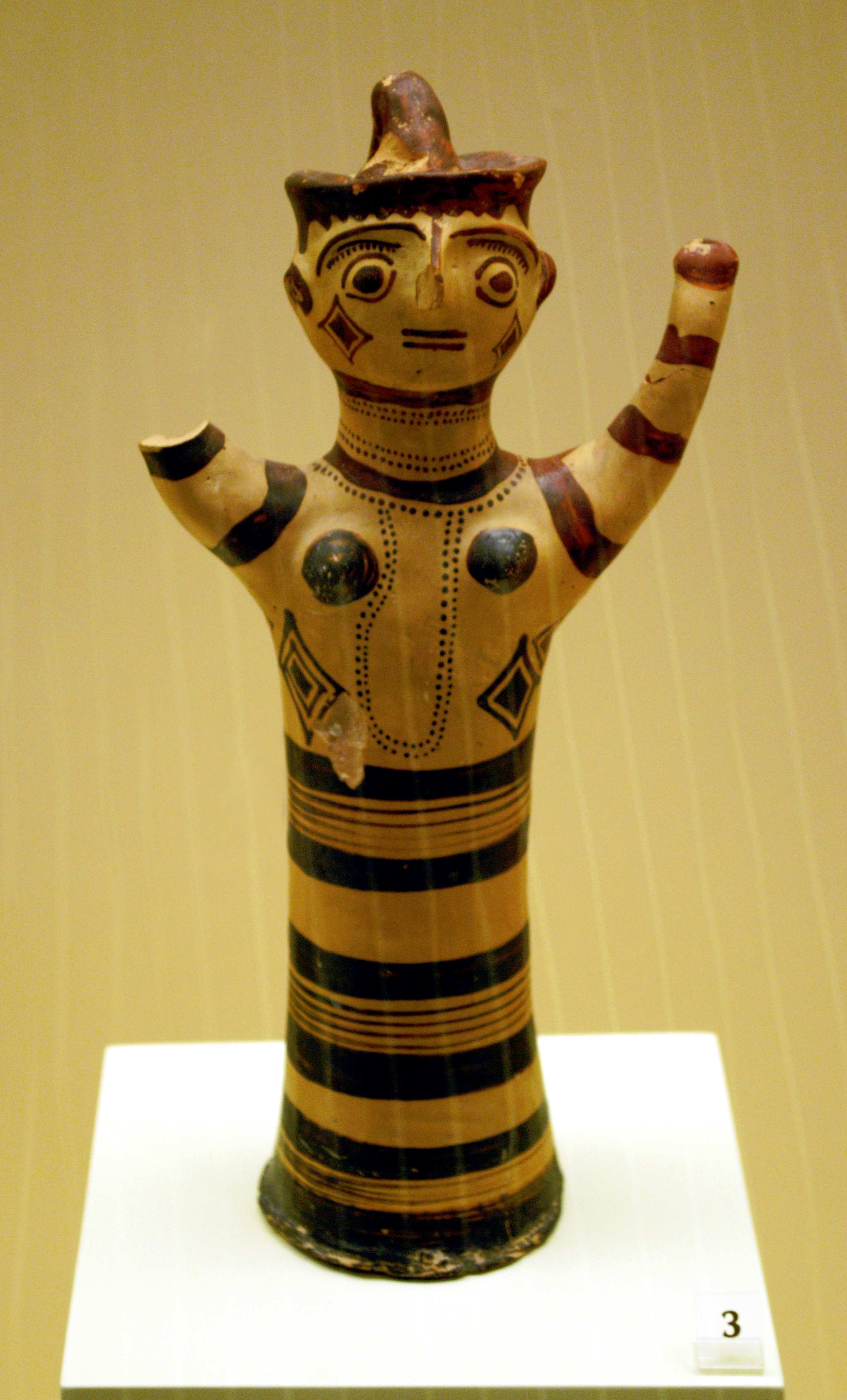
Idoles mycéniennes
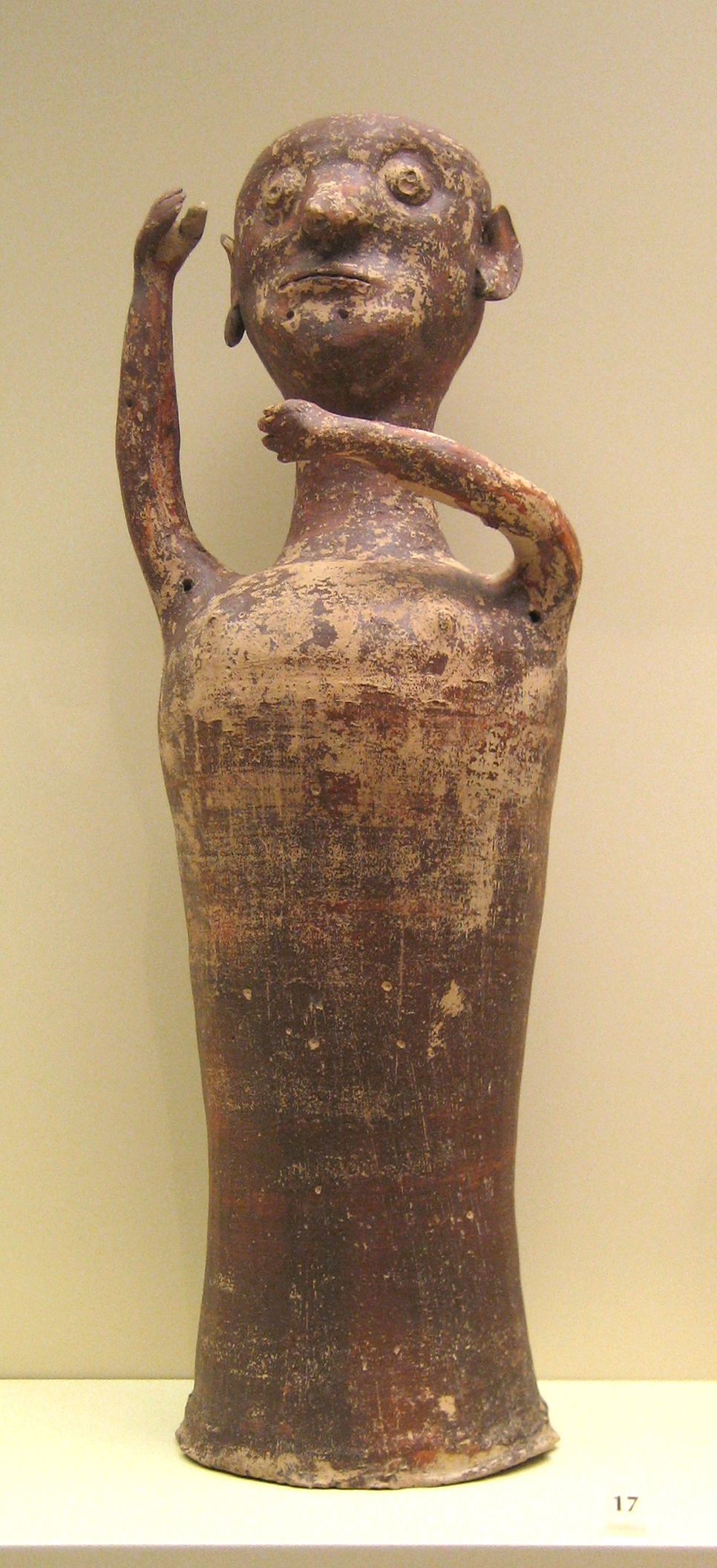
Figure mycénienne
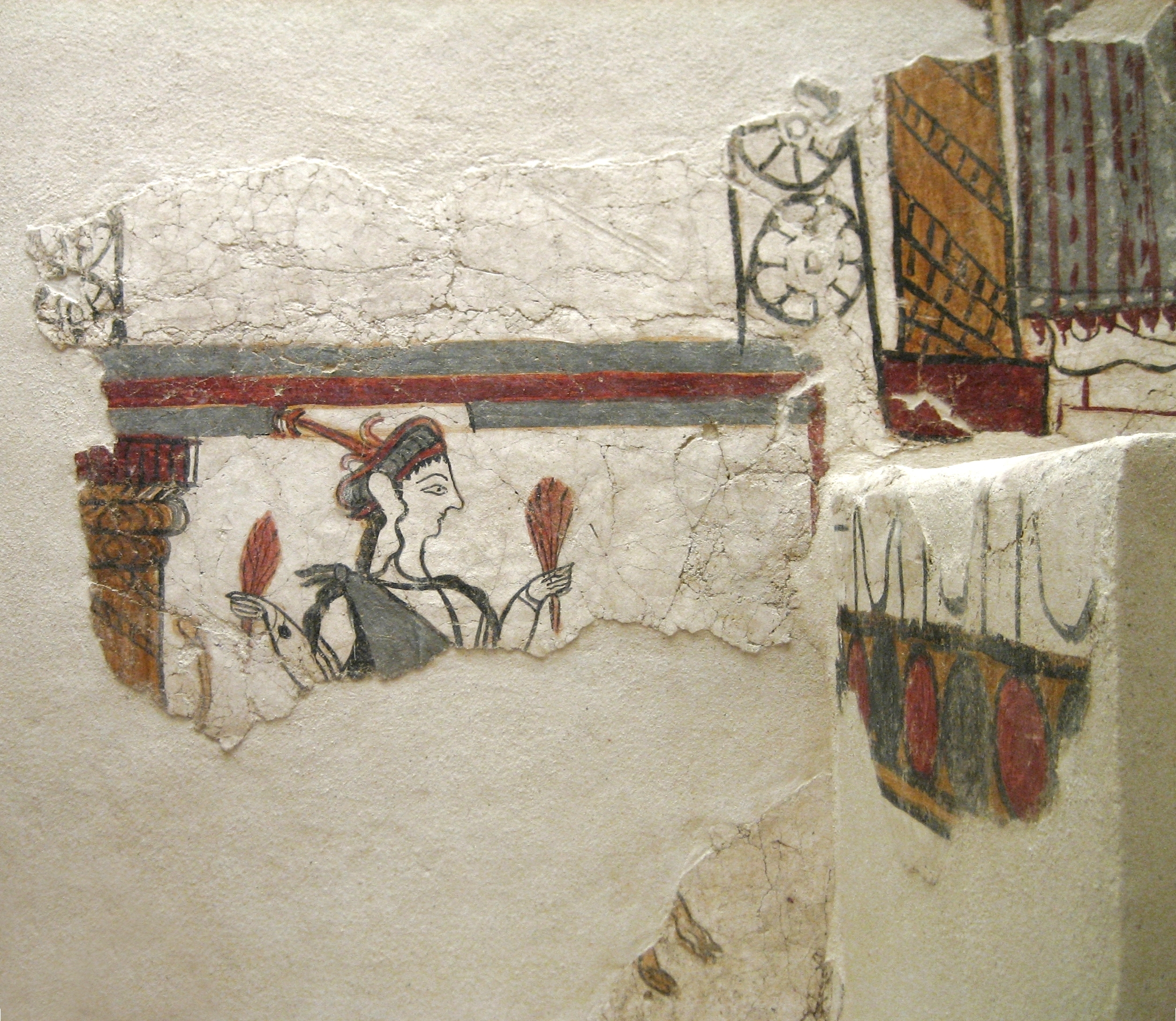
Fresques du palais mycénien